# Torre Arandes
La Torre Arandes és una obra de Tarragona protegida com a Bé Cultural d'Interès Local.

## Descripció
Torre de planta quadrangular situada al Mur Vell, al costat del portal de na Olivera. La seva cronologia és incerta encara que generalment s'atribueix al primer moment de la restauració de la ciutat, durant el segle xii. Presenta una planta quadrangular. La part baixa està feta amb material reutilitzat entre el que destaca una inscripció romana (Cat. Municipal ref.: a 719).